# Acetylen
Acetylen (systematisk navn ethyn) er en gas, som bl.a. bruges ved svejsning. Det er en organisk forbindelse, som har molekylformlen C2H2. De to kulstofatomer er forbundet med en tripelbinding, og acetylen er derfor en alkyn.

## Opdagelse
Acetylen blev opdaget i England af Edmund Davy 1836. Han identificerede det som en ny carbonforbindelse af hydrogen. Acetylen blev genopdaget i 1860 af den fransk kemiker Marcellin Berthelot som opfandt navnet "acétylène". Berthelot dannede gassen ved at lade gasdampe af organiske forbindelser (methanol, ethanol, osv) løbe gennem et rødglødende rør og opsamlede derefter gassen.

## Sikkerhed og håndtering
Hvis man inhalerer acetylen kan man opleve svimmelhed og hovedpine.
Acetylen er ekstremt brandfarligt, når det bliver blandet med oxygen. Ved niveauer mellem 3% og 82% acetylen i luften, kan en temperatur over 335 °C antænde det.

Acetylen kan detonere ved spaltning uden tilstedeværelse af ilt ved stød eller slag på flasker eller rør. Derfor skal fordelerrør ( i f.eks.flaskecentraler) med acetylen sikres med passende mellemrum med flammefælder, og flasker skal være påfyldt acetone opsuget på en højporøs masse – silicagel. Acetonen sikrer en rimelig fyldning af flasken med acetylen uden at trykket bliver for højt, idet acetone kan opløse meget store mængder acetylen - højt tryk får acetylen til at spalte. Silicagelen sikrer at stød ikke umiddelbart får en acetylenflaske til at detonere.

Acetylenflasker skal altid sikres med en kæde, så flasken ikke kan vælte og starte en spaltning. Ligeledes skal flasken være forsynet med en tilbageslagsventil.